# Лагодинський Микола Гнатович
Микола Гнатович Лагодинський (21 жовтня 1866, с. Доброводи, нині Збаразького району — 12 травня 1919, м-ко Делятин, нині смт Делятин Надвірнянського району) — український правник, громадський і політичний діяч. Доктор права (Краків, 1895).

## Життєпис
Народився 21 жовтня  1866 року в селі Доброводи Ігровицького повіту, Тернопільський округ, Королівство Галичини та Володимирії, Австрійська імперія, нині Збаразького району, Тернопільської області, Україна) у сім'ї греко-католицького священика.
Навчався в державних гімназіях Тернополя й Золочева. Закінчив правничий факультет Львівського університету (1890). Проходив адвокатське стажування в канцеляріях Костя Левицького та Михайла Короля.
Працював адвокатом у містечку Мацошин (нині село Жовківського району Львівської області), від 1900 року — у містечку Ділятин, де відкрив адвокатську контору. У його канцелярії проходив адвокатську практику Іван Семанюк (письменник Марко Черемшина). Проявив себе вмілим оборонцем на судових процесах. Був активним діячем українського громадського та політичного життя в Галичині. Від 1890 року — член Української радикальної партії (згодом входив до її керівних органів, у 1914—1919 роках — голова партії).
Разом з Левом Бачинським, Дмитром Вітовським, Кирилом Трильовським та іншими утверджував передові ідеї в галицькому суспільстві, брав участь у розвитку сокільсько-січового руху (див. «Сокіл», «Січі»), в організації випуску та поширенні радикальної преси. Від квітня 1908 до грудня 1912 року — скарбник Головного січового комітету Галичини. Заснував у Ділятині ощадно-кредитове товариство «Руська каса», очолював повітові філії товариств «Просвіта», «Сільський господар», «Руська бесіда». Підтримував стосунки з Іваном Франком. 1903 року був у Полтаві на відкритті пам'ятника Іванові Котляревському, відвідав могилу Тараса Шевченка на Чернечій горі в Каневі.
У 1907 р. став послом (депутатом) австрійського парламенту від 55 двомандатного округу (Войнилів—Долина—Рожнятів—Калуш—Надвірна—Делятин—Солотвино) внаслідок відмови Кирила Трильовського від мандату на користь 56 округу (де також переміг), у 1911 р. переміг повторно. В парламенті очолював радикальну фракцію Українського парламентського клубу ; водночас в 1913-1914 рр. — посол (депутат) Галицького крайового сейму від Надвірнянського повіту. Член Головної Української ради (ГУР) від 1914 року, від травня 1915 року — член Загальної Української ради (ЗУР). У період Західноукраїнської Народної Республіки — делегат Української національної ради ЗУНР, суддя Польового суду Начальної команди УГА.
Автор статей на суспільні теми в періодичних виданнях, брошури «Парламент австрійський на службі поляків» (1909).
Помер 12 травня 1919 року в містечку Ділятині (ЗУНР, нині смт Делятин Надвірнянського району Івано-Франківської області, Україна).

## Зауваги
1. ↑  є й інша дата 28 жовтня → Гасай Є., Матейко Р. Лагодинський Микола Гнатович… — С. 311.
2. ↑  є й помилкова вказівка на однойменне село Монастириського району → Гасай Є., Матейко Р. Лагодинський Микола Гнатович… — С. 311.
3. ↑  є й помилкове твердження про складення повноважень посла в 1918 р. → Гасай Є., Матейко Р. Лагодинський Микола Гнатович… — С. 311.